# Biedkowo
Biedkowo (Duits: Betkendorf) is een plaats in het Poolse district  Braniewski, woiwodschap Ermland-Mazurië. De plaats maakt deel uit van de gemeente Frombork en telt 194 inwoners.